# ولوره (آلبانی)
وِلوره شهری بندری در استان وِلوره کشور آلبانی است. تلفظ دیگر این شهر می‌تواند والونا (valona) باشد.
این شهر بندری در جنوب غربی کشور آلبانی در ساحل دریای آدریاتیک قرار دارد.